# Предтеченский, Михаил Рудольфович
Михаи́л Рудо́льфович Предте́ченский (род. 1957) — российский физик, специалист в области механики, теплофизики, энергетики, академик РАН (2016), автор промышленной технологии синтеза одностенных углеродных нанотрубок. Лауреат Государственной премии РФ в области науки и технологий (2019).

## Биография
Родился 23 апреля 1957 года в г. Гусиноозерске Бурятской АССР.
В 1980 году окончил физико-технический факультет Новосибирского электротехнического института, а в 1985 году — аспирантуру НГУ.
Работает в Сибирском отделении АН СССР с 1980 года, пройдя путь от стажёра до заведующего отделом физики молекулярных структур (с 1995 года) Института теплофизики.
В 1987 году защитил кандидатскую диссертацию, тема: «Взаимодействие Electrones и кластеров», в 1994 году защитил докторскую диссертацию «Метод лазерного осаждения в ВТСП плёнки синтеза».
С 1997 года — директор Международного научного центра по теплофизике и энергетике при Институте теплофизики СО РАН.
22 мая 2003 году избран членом-корреспондентом РАН по Отделению энергетики, машиностроения, механики и процессов управления (секция механики).
Сооснователь (2009), с 2010 года — научный руководитель и один из основателей компании OCSiAl.
28 октября 2016 года избран академиком РАН.
С 2017 года — заведующий кафедрой нанокомпозитных материалов Новосибирского государственного университета.
Председатель правления ассоциации «Сибакадеминновация». Член Совета по модернизации экономики и инновационному развитию России при Президенте РФ и Экспертно-консультативного совета по вопросам социально-экономического развития регионов Сибирского федерального округа при Полномочном представителе Президента РФ в СФО. Входит в состав редколлегий журналов «Теплофизика и аэромеханика» и «Journal of Engineering Thermophysics».

## Научная деятельность
Специалист в области механики, теплофизики, энергетики, нанотехнологий.
Внес значительный вклад в развитие фундаментальных и прикладных направлений исследований в актуальных областях теплофизики и микроэлектроники:
- предложил и исследовал новую схему электрохимического топливного элемента, которая обеспечивает прямое окисление твердых углеводородов, включая уголь;
- создал способ обогащения угля с применением паровой кавитации, обеспечивающий зольность 2 %; исследовал процессы конверсии углей в сверхкритической воде;
- исследовал процессы взрывного вскипания на микропленочных нагревателях с температурными напорами до 109 Вт/м2;
- на базе изобретённого генератора дуговой плазмы с расплавленными электродами создал новые технологии получения синтез-газа из угля, нанопорошков, супертоксикантов;
- создал технологии получения углеродных наноструктур, включая углеродные нанотрубки.

Автор первой и пока единственной в мире промышленной технологии синтеза одностенных углеродных нанотрубок, на основе которой создано производство компании OCSiAl.  Уникальная технология позволила компании резко снизить стоимость одностенных нанотрубок и предложить их на рынок по цене, впервые сделавшей их применение в индустрии экономически доступным. В настоящий момент компания OCSiAl контролирует 90% мирового рынка одностенных углеродных нанотрубок.
Под его руководством защищены две докторские и три кандидатские диссертации.
Автор и соавтор 260 научных работ, 18 авторских свидетельств и патентов.

## Основные труды[3]
- Кластеры воды: Прилипание электронов, ионизация, электризация при разрушении // Журнал технической физики. 1987. Т.57, N 4. С.760-770 (в соавт.)
- Масс-спектрометрический анализ состава и скоростей разлёта продуктов лазерной абляции. Происхождение продуктов абляции YBaCuO керамики // Журнал технической физики. 1994. Т.64, N 9. С.154-189 (в соавт.)
- Плазмохимический реактор с жидкометаллическими электродами // Химия высоких энергий. 2006. N 2. С.119-124 (в соавт.)
- Laser deposition of HTSC films // Multicomponent and Multioayered Thin Film for Advanced Microtechnologies: Techniques, Fundamentals and Devices. 1993
- Spreading and Solidification of Liquid Metal Droplets on a Substrate: Experiment, Analytical Model, and Numerical Simulation // International Journal of Microcircuits and Electronic Packaging. 2000. Vol.23, N 4. Р.386-392 (co-auth.).